# Prêmio Bower de Realização em Ciência
O Prêmio Bower de Realização em Ciência (em inglês:  Bower Award and Prize for Achievement in Science) do Instituto Franklin é um prêmio científico dos Estados Unidos, doado pelo industrial químico Henry Bower, reconhecendo desde 1990 trabalhos científicos excepcionais de pessoas individuais. A área à qual o prêmio é destinado, dotado com 250 mil dólares, muda anualmente.

## Laureados
- 1990 Paul Christian Lauterbur[1]
- 1991 Solomon Halbert Snyder[1]
- 1992 Denis Parsons Burkitt[1]
- 1993 Isabella Karle[1]
- 1994 Chen Ning Yang[1]
- 1996 Fred Brooks[1]
- 1997 Ralph Lawrence Brinster[1]
- 1998 Martin Rees[1]
- 1999 Ralph Cicerone[2]
- 2000 Alexander Rich[2]
- 2001 Paul Baran[2]
- 2002 John Werner Cahn[2]
- 2003 Paul MacCready[2]
- 2004 Seymour Benzer[2]
- 2005 Henri Kagan[2]
- 2006 Narain G. Hingorani[2]
- 2007 Stuart K. Card[2]
- 2008 Takeo Kanade[2]
- 2009 Sandra Faber[2]
- 2010 William Richard Peltier[2]
- 2011 George Church[2]
- 2012 Louis Brus[2]
- 2013 Kenichi Iga[2]
- 2014 Edmund Clarke[2]
- 2015 Jean-Pierre Kruth[3][2]
- 2016 William Borucki[2]
- 2017 Claude Lorius[2]
- 2018 Philippe Horvath
- 2019 Frances Arnold
- 2020 Kunihiko Fukushima